# 道の駅万葉の里
道の駅万葉の里（みちのえき まんばのさと）は、群馬県多野郡神流町にある国道462号の道の駅である。
2000年（平成12年）8月18日に道の駅に登録された。

## 施設
- 駐車場（小型車27台、大型車2台、身体障害者用3台）
- トイレ（男小4大2、女3、身体障害者用1）
- 公衆電話
- 売店
- 食事処「万葉の里」
- 体験室

## 休館日
- 毎週火曜日
- 12月29日 - 12月31日（売店は1月3日まで）

## 道路
- 国道462号

## 周辺
- 神流町役場
- 奥多野消防分署
- 群馬県立万場高等学校
- 群馬県道46号富岡神流線
- 群馬県道71号高崎神流秩父線
- 群馬県道172号小平下仁田線
- 土坂千本桜